# Stadio Gran Parque Central
Lo stadio Gran Parque Central è un impianto calcistico di Montevideo (Uruguay). Edificato nel 1900, è tra i più antichi stadi tuttora utilizzati del mondo.
Sin dalla sua fondazione, è teatro delle gare interne del Nacional (fino al 1909 anche del Deutscher, antico club uruguaiano oggi scomparso), che ne è proprietario dal 1937.

## Storia
La storia del Gran Parque Central iniziò nel 1900. Quell'anno, quattro club calcistici uruguaiani, l'Albion, il CURCC, il Deutscher e l'Uruguay Athletic, fondarono l'Uruguay Association Football League (attuale AUF) e decisero la disputa della prima edizione del campionato uruguaiano della storia.
Per l'occasione, uno dei quattro club suddetti, il Deutscher, ottenne un campo da calcio dalla società tranviaria tedesca Transatlántica. Questa era proprietaria di un'area sportiva a Montevideo, tra Camino Jaime Cibils e Avenida 8 de Octubre, composta da quattro campi da tennis e due campi da calcio. Dei due campi calcistici, uno era più grande e veniva denominato Cancha internacional (campo internazionale), in quanto abituale teatro di partite di marinai inglesi; vi si accedeva da Avenida 8 de Octubre. L'altro, più piccolo, era detto Cancha menor ed aveva l'accesso in Camino Jaime Cibilis. L'impianto era dotato di appena un palco comune, di circa 1.000 posti.
Il Deutscher ottenne in usufrutto dalla Transatlántica la Cancha menor, che invece assegnò la Cancha internacional al Nacional (il quale avrebbe esordito in campionato nel 1901). Il 25 maggio 1900, 7.000 spettatori assisterono alla primissima partita di campionato disputata al Parque Central, che vide di fronte il Deutscher e il CURCC. Due giorni dopo fece il suo esordio nel rispettivo campo anche il Nacional, che sfidò in amichevole il Deutscher: la gara finì 1-1.
Nel 1909 il Deutscher scomparve dalla scena calcistica e il Nacional restò l'unico usufruttuario del Parque Central. Nel 1911, di fronte al crescente prestigio del Nacional, lo stadio venne ampliato a 15.000 posti, con nuove e più grandi tribune.
Nel 1918, la notte del 5 marzo, il capitano e bandiera del Nacional, Abdón Porte, con alle spalle 270 presenze con la maglia dei tricolores e caduto in depressione perché ormai sul viale del tramonto, entrò nel campo del Parque Central e si tolse la vita con un colpo di pistola. A Porte sarebbe stata dedicata la curva dello stadio ubicata ad ovest.
Nel 1920 un nuovo episodio drammatico ebbe quale teatro il Gran Parque Central. Il 2 aprile di quell'anno, infatti, si affrontarono qui in un duello l'ex-Presidente della Repubblica José Batlle y Ordóñez, leader del Partido Colorado, e Washington Beltrán Barbat, deputato del Partido Nacional e giornalista del quotidiano uruguaiano El País; Beltrán Barbat ebbe la peggio e fu ucciso da un colpo di pistola dell'avversario.
Nel 1923, il Parque Central fu teatro delle gare del Campeonato Sudamericano, nonostante che un incendio, il 5 marzo dello stesso anno, ne avesse parzialmente distrutto la tribuna centrale. L'anno dopo ospitò nuovamente le partite del torneo sudamericano, dopo che il Paraguay, originario assegnatario dell'organizzazione del Campeonato, si era dimostrato impossibilitato ad ospitare la rassegna.
Nel 1930 il Parque Central fu teatro di 6 incontri del primo mondiale di calcio della storia.
Nel 1937 il Nacional divenne finalmente proprietario dello stadio, che lo acquistò al prezzo di 140.000 pesos. Sette anni dopo, nel 1944, in occasione dei 45 anni del club, il Parque Central fu oggetto di un profondo lavoro di ampliamento, che ne portò la capienza a 20.000 spettatori.
Nel 1980, il Parque Central venne ulteriormente restaurato, in vista della Coppa d'Oro dei Campioni del Mondo, anche se poi nessuna gara si sarebbe disputata in questo stadio. Il restauro non fu, comunque, inutile, perché permise allo stadio di continuare ad essere teatro di gran parte delle sfide interne del Nacional. Quest'ultimo, così come i rivali del Peñarol, aveva iniziato, già da qualche anno, a giocare alcune delle partite più importanti (specie il Superclásico, il derby tra i due club) al più capiente Centenario: tuttavia, i continui interventi e ammodernamenti hanno consentito al Nacional di rimanere a giocare in questo stadio, a differenza del Peñarol, il cui impianto tradizionale, il Contador Damiani, non è più utilizzato da diversi anni dagli aurinegros poiché vetusto e piccolo (oltre che, da ultimo, interdetto dall'Intendenza Municipale di Montevideo a ospitare gare di prima divisione).
Un ultimo importante intervento è avvenuto nel 2006, quando sono stati realizzati 22 nuovi palchi, portando la capienza a 22.000 posti.

## Struttura
Il Parque Central si compone di quattro tribune, dedicate ad altrettanti grandi personaggi della storia del Nacional: la tribuna José María Delgado (a nord), dedicata all'omonimo presidente della prima metà del Novecento, la tribuna Atilio García (a sud), la curva Abdón Porte (a ovest) e la curva Héctor Scarone (a est).

## Galleria d'immagini

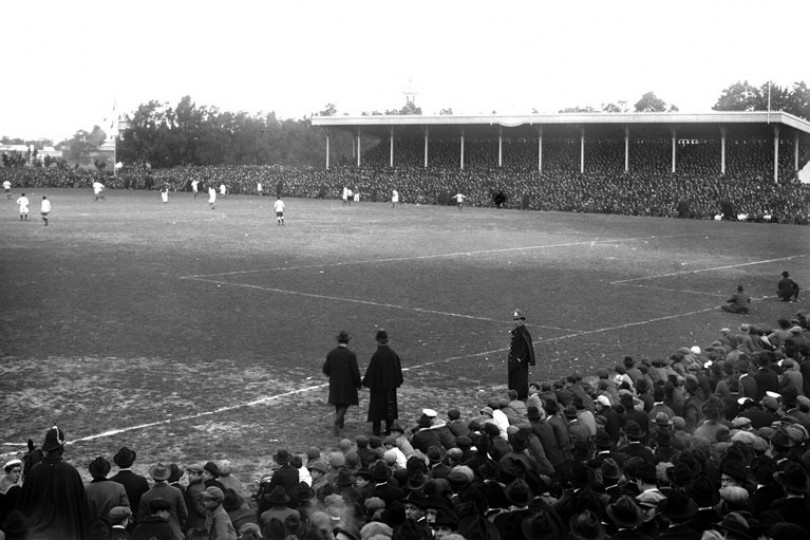
Il Gran Parque Central appena inaugurato nel 1900
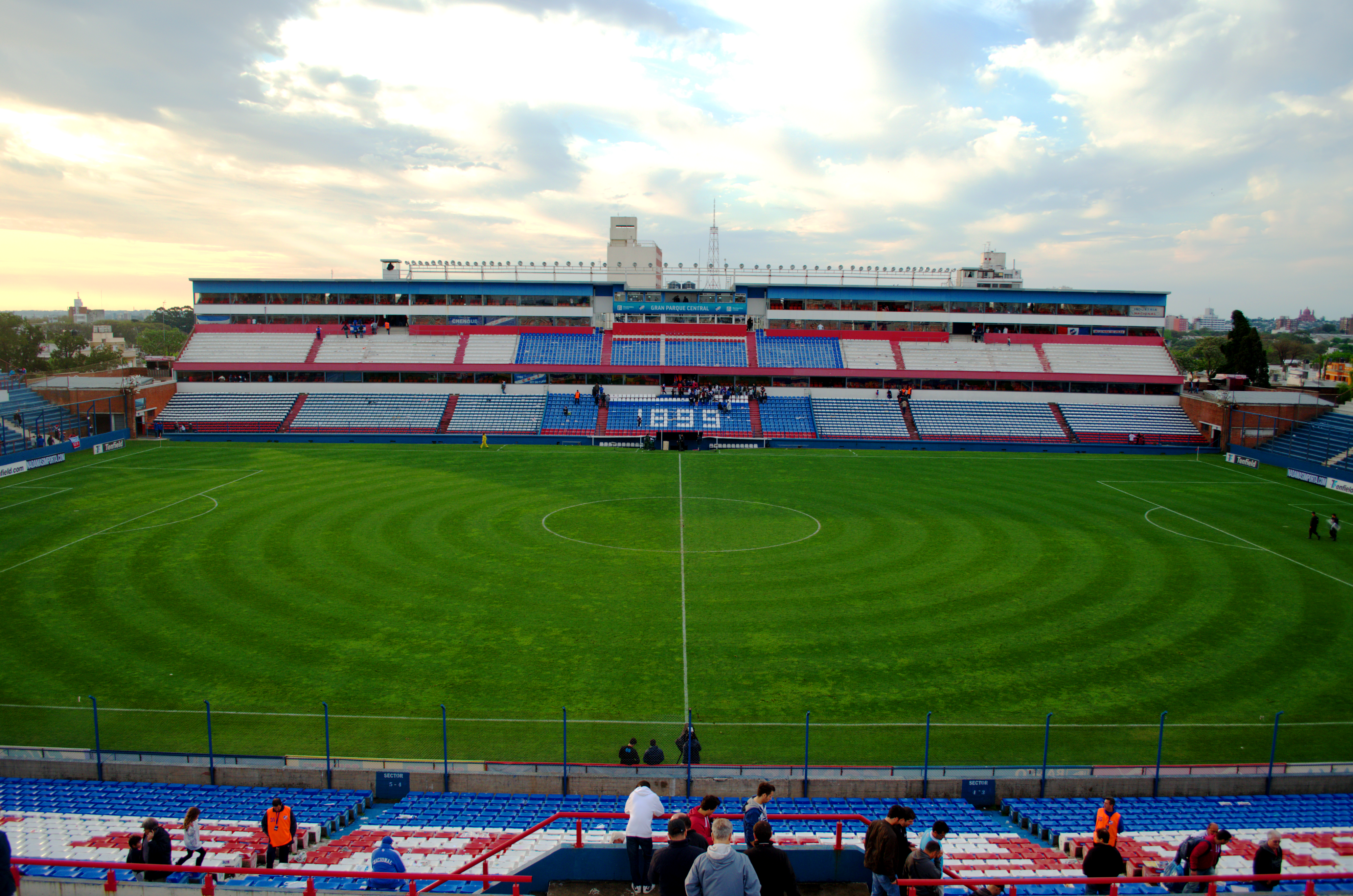
Tribuna José María Delgado
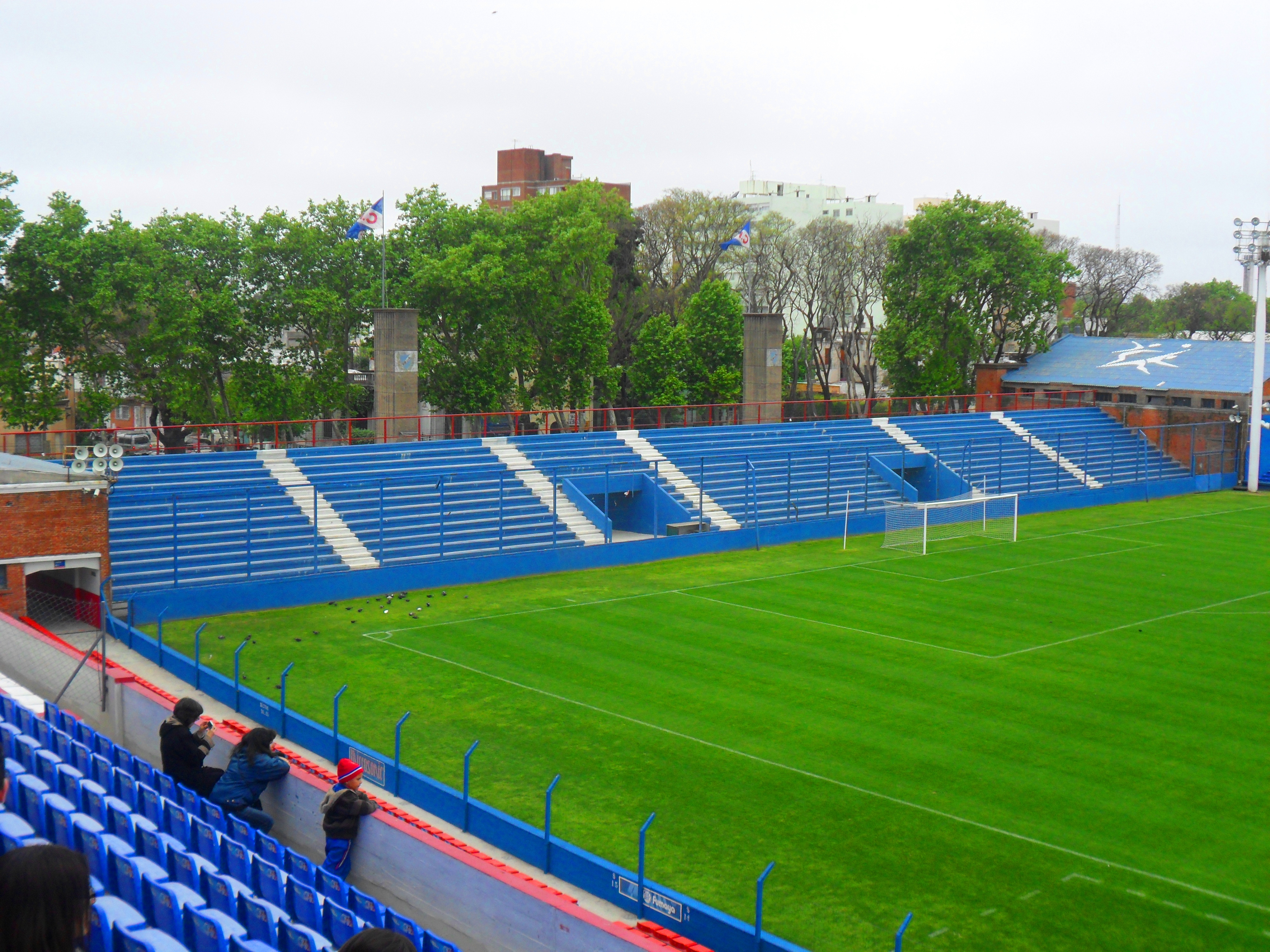
Tribuna Héctor Scarone
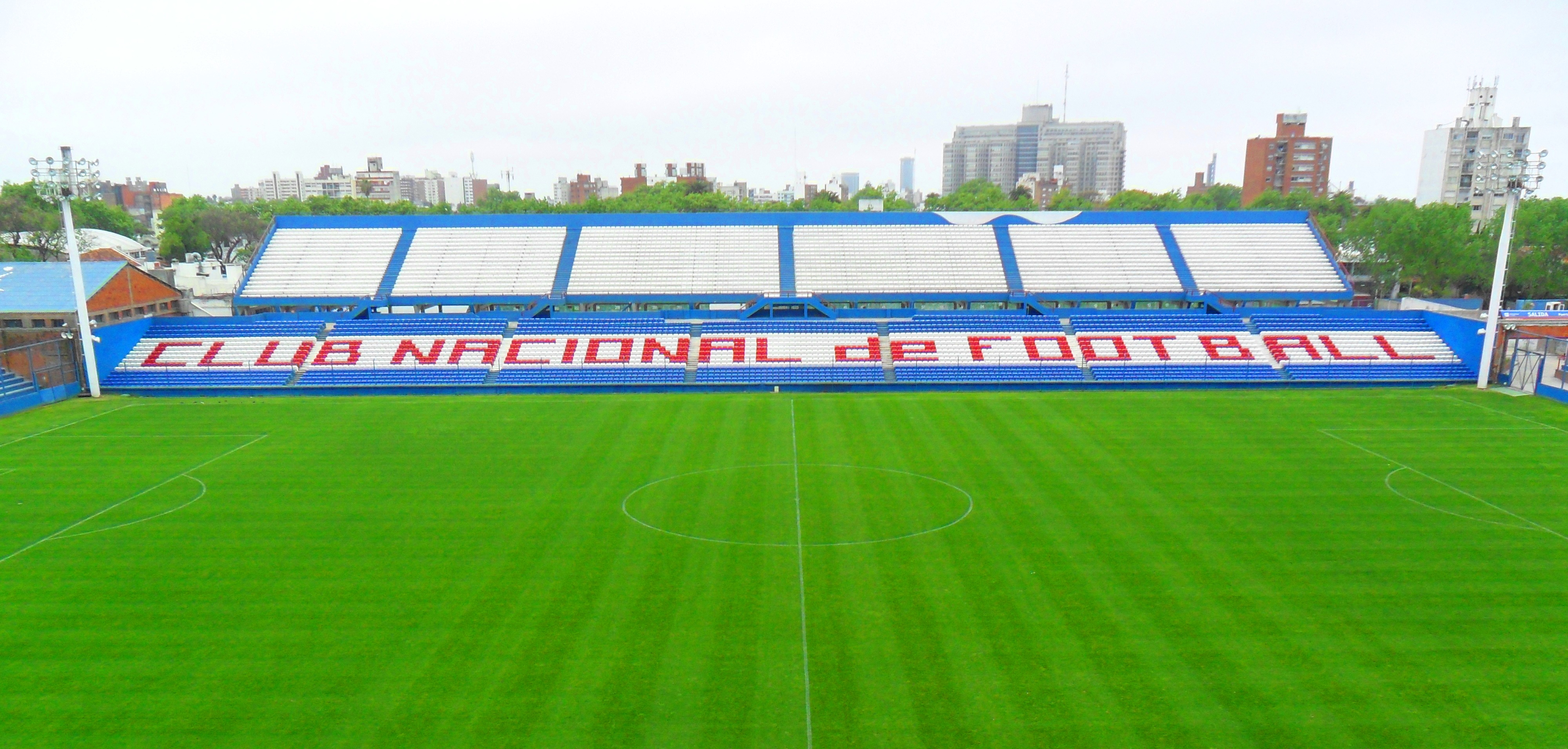
Tribuna Atilio García
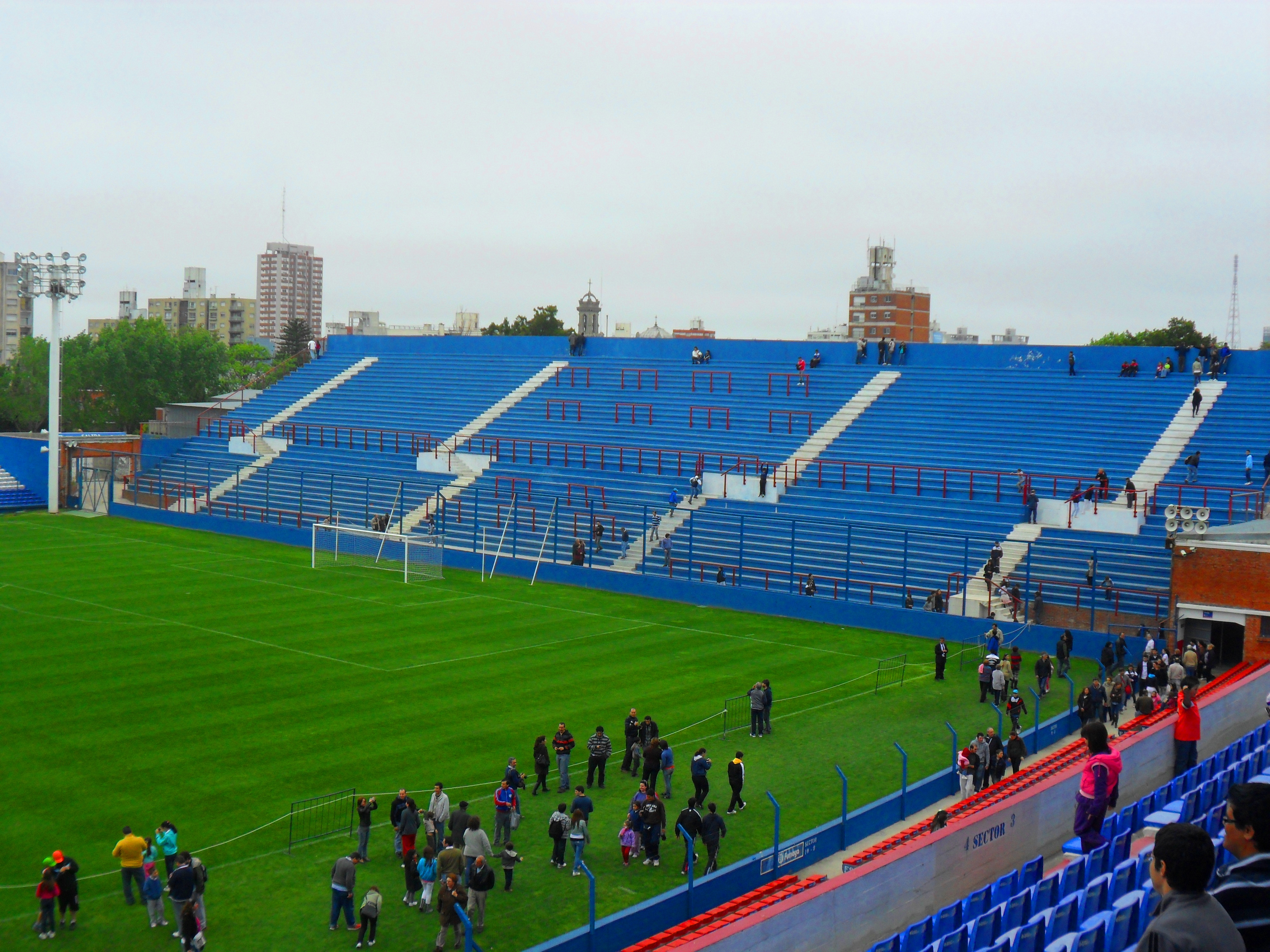
Tribuna Abdón Porte
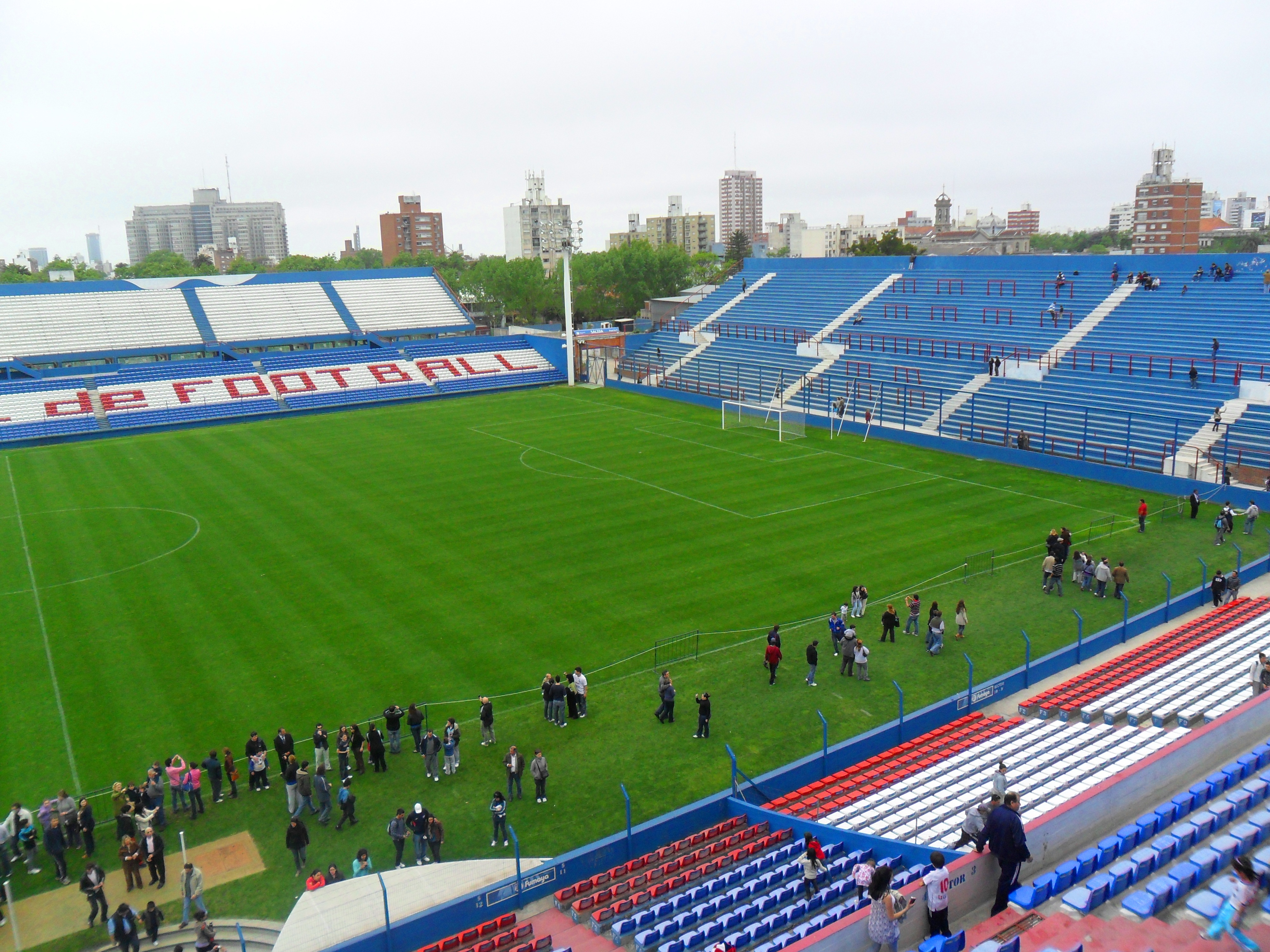
Giornata del Patrimonio nel Gran Parque Central
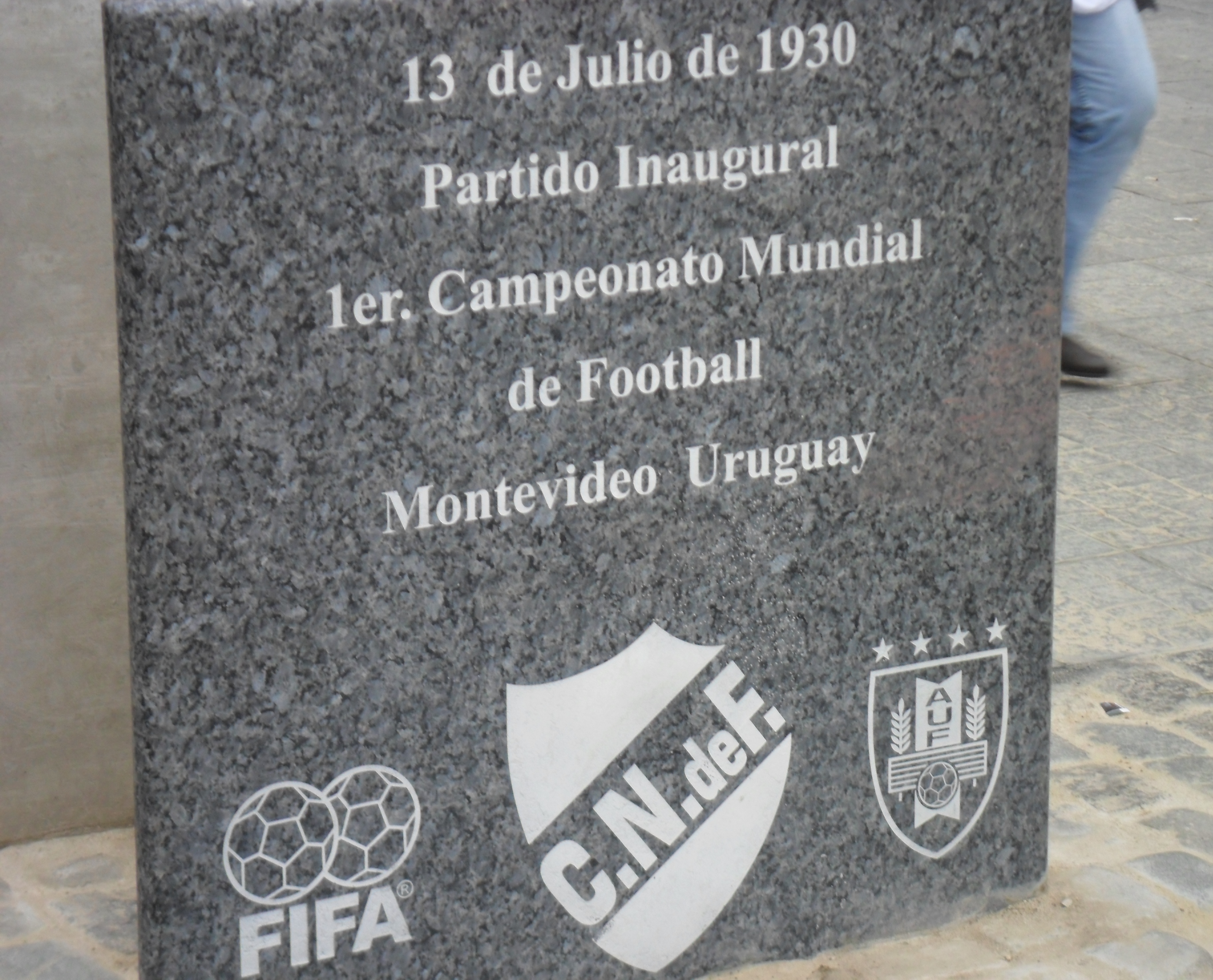
Riconoscimento nel Gran Parque Central
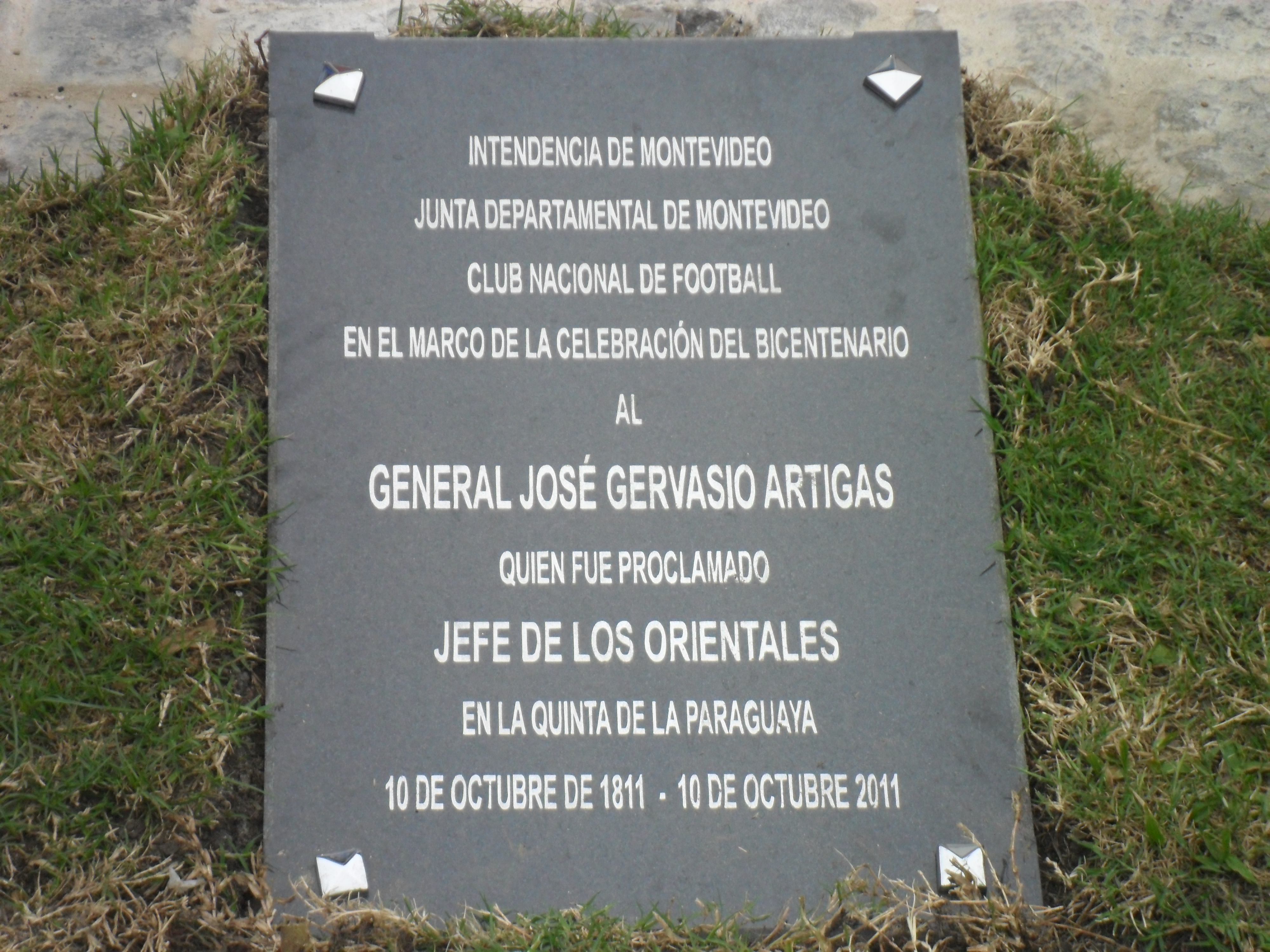
Riconoscimento nel Gran Parque Central
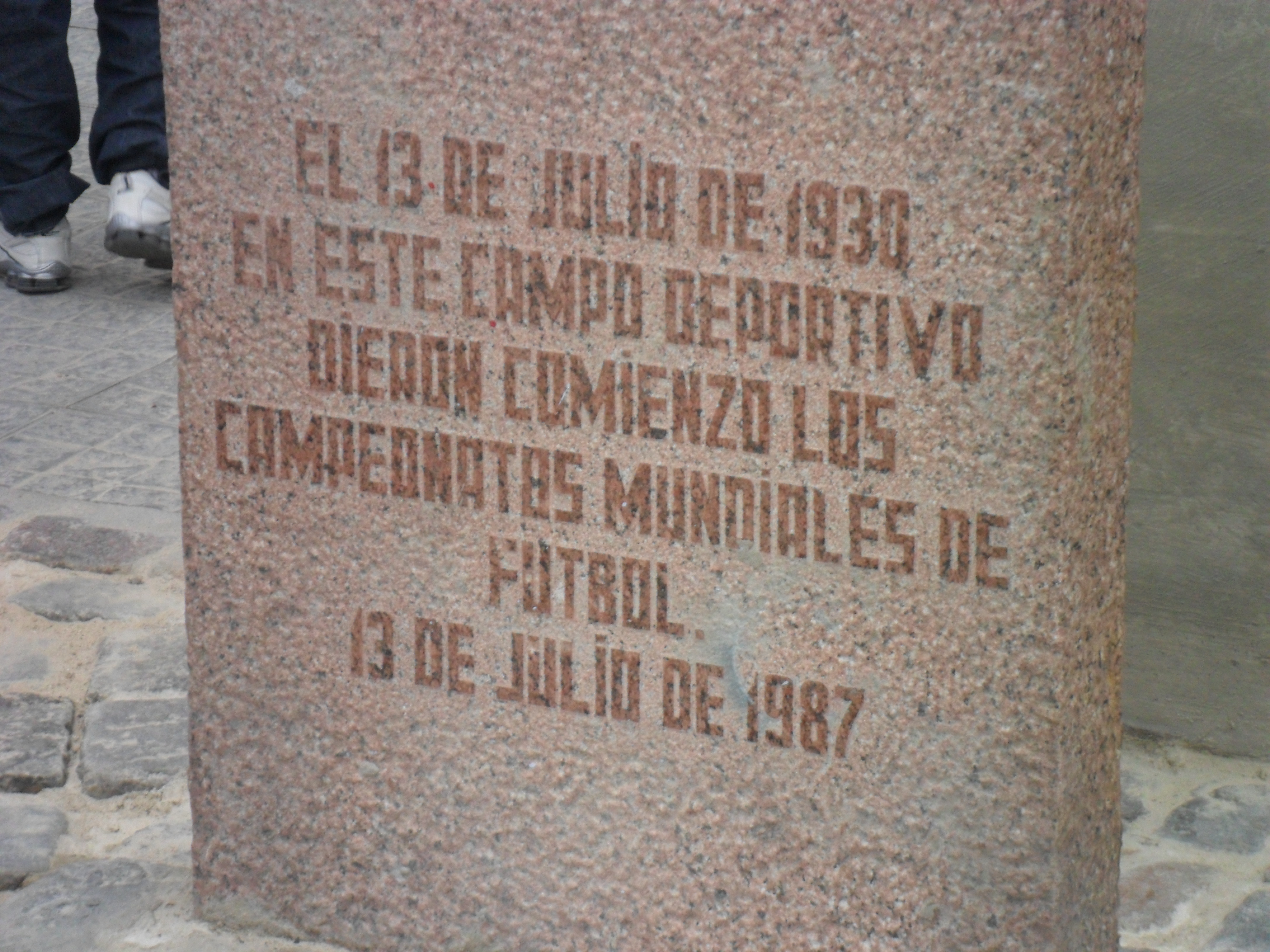
Riconoscimento nel Gran Parque Central